# Bahnhof Inverness

Der Bahnhof Inverness (engl. Inverness railway station, gälisch stèisean-rèile Inbhir Nis) ist der Bahnhof der schottischen Stadt Inverness in der Council Area Highland. In der Nähe des Bahnhofs befindet sich zudem noch ein Busbahnhof, der auch von Überlandbussen angefahren wird.

## Geschichte
Der Bahnhof wurde am 5. November 1855 als Endpunkt der Bahnstrecke aus Nairn eröffnet, welche drei Jahre danach nach Aberdeen verlängert wurde. 1863 kam die Highland Main Line aus Perth dazu, die jedoch bis 1898 das restliche Teilstück ab Forres der Strecke aus Aberdeen mitbenutzte. 1862 folgte der erste Abschnitt der Far North Line, der nördlichsten Eisenbahnlinie Großbritanniens nach Thurso und Wick. 1870 kam die in Dingwall abzweigende erste Teilstrecke der Bahnlinie nach Kyle of Lochalsh hinzu.
Zu Bauzeiten entstand am Bahnhofsvorplatz das Royal Highland Hotel (18 Academy Street). In den 1870er Jahren ergänzte die Highland Railway Company gegenüber ein Geschäftsgebäude (28–34 Academy Street). Die im Italianate Style ausgestalteten Gebäude sind denkmalgeschützt.

## Anlage

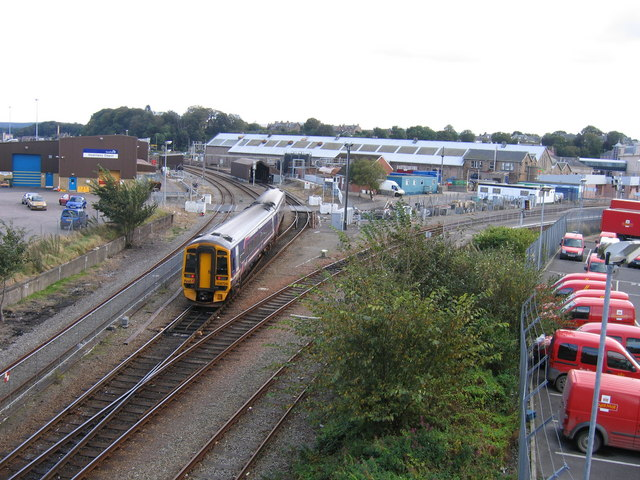
Die Verzweigung Rose Street Junction, nach Thurso (links) und Perth (rechts)

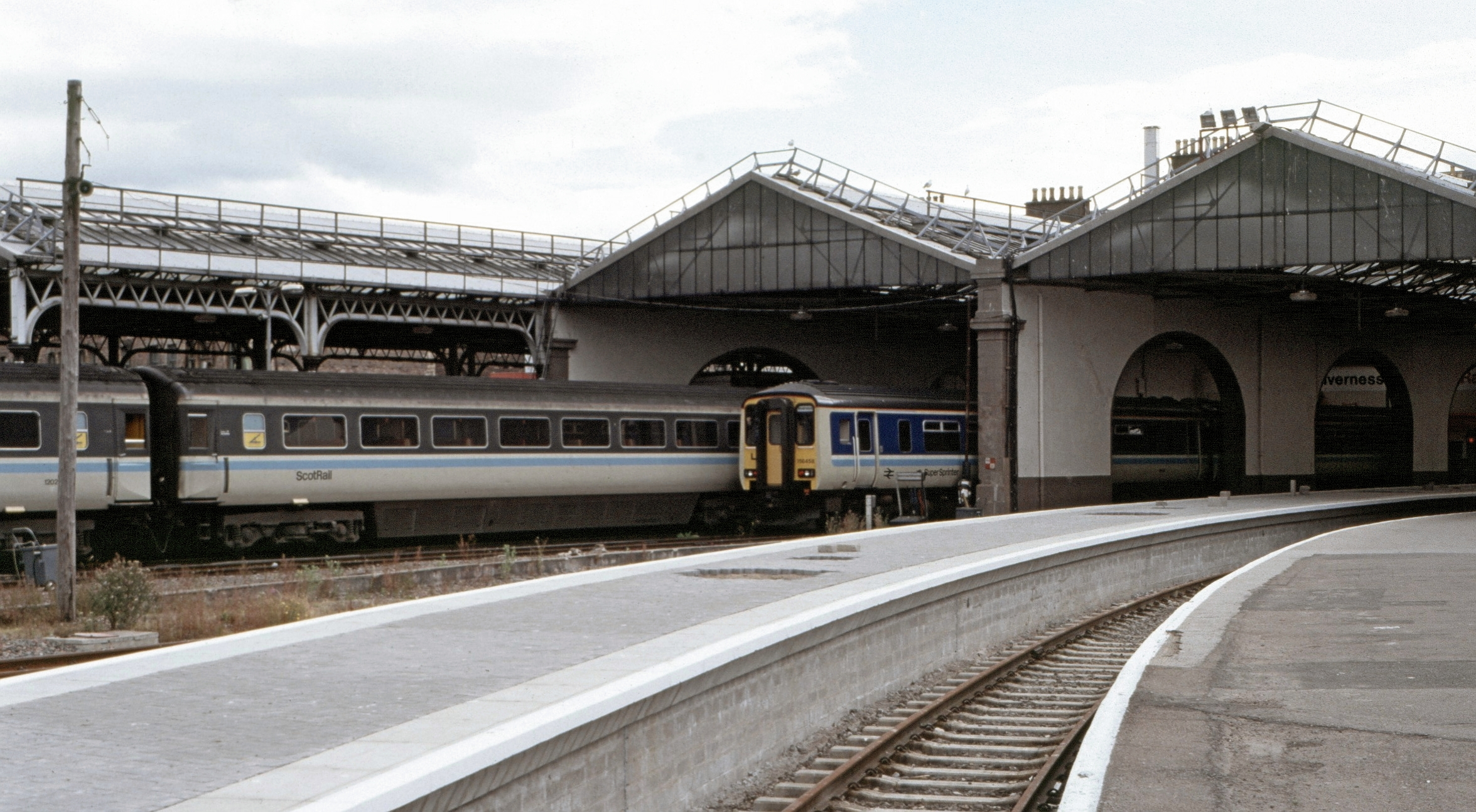
Bahnhof Inverness 1989, im Vordergrund Gleis 6

Der Kopfbahnhof umfasst sieben Gleise, wovon zwei jedoch zurückgesetzt sind. Nur fünf reichen in die Haupthalle hinein. Da der Bahnhof in einem Gleisdreieck liegt, haben nicht alle Gleise Zugang in alle Richtungen. Die Gleise 1 bis 4 haben nur Zugang zur Strecke nach Aberdeen und zur Highland Main Line, das Gleis 5 ist das einzige, das sowohl in diese Richtung als auch in Richtung Kyle of Lochalsh und Thurso verwendet werden kann. Die Gleise 6 und 7 wiederum können nur von Zügen in bzw. aus Richtung Kyle und Thurso befahren werden. Es existiert ein Verbindungsgleis zwischen der Far North Line und der Highland Main Line, das den Bahnhof nicht tangiert. Das Gleisdreieck trägt den Namen Rose Street Junction.
Übliche Gleisverwendung
- Gleis 1: Highland Chieftain und Caledonian Sleeper
- Gleis 2: Züge nach Aberdeen, Edinburgh und Glasgow
- Gleis 3: Züge nach Aberdeen, Edinburgh und Glasgow
- Gleis 4: Züge nach Aberdeen, Edinburgh und Glasgow
- Gleis 5: Züge nach Wick–Thurso und Kyle of Lochalsh
- Gleis 6: Züge nach Wick–Thurso und Kyle of Lochalsh
- Gleis 7: mehrheitlich als Abstellgleis benutzt

## Betrieb
Der Bahnhof ist in Eigentum der Network Rail, der operative Betrieb wird von ScotRail, Serco und Virgin Trains East Coast ausgeführt, auch wenn die beiden letzteren nur je ein Zugspaar täglich von/nach Inverness führt.

### ScotRail
ScotRail bedient den Bahnhof mit diversen Zugrelationen. Die Anzahl der Verbindungen hängt von Wochentag und Jahreszeit ab; im Sommer und an den Werktagen ist der Verkehr generell dichter. Nach Perth besteht ein angenäherter Zweistundentakt über die Highland Main Line, die Züge werden danach entweder nach Glasgow Queen Street oder Edinburgh Waverley durchgebunden. Die Gesellschaft bedient auch die Strecken nach Aberdeen und Kyle of Lochalsh sowie die Far North Line nach Wick und Thurso. Das seit 2005 zur FirstGroup gehörende Scotrail-Franchise wurde nach Neuvergabe ab 1. April 2015 von Abellio übernommen.
- Inverness–Nairn–Elgin (–Aberdeen–Edinburgh Waverley) (12 Züge bis Elgin, 11 bis Aberdeen, 1 bis Edinburgh)
- Inverness–Perth–Stirling–Glasgow Queen Street (3 Zugpaare)
- Inverness–Perth–Kirkcaldy–Edinburgh Waverley (5 Zugpaare)
- Inverness–Kyle of Lochalsh (4 Zugpaare)
- Inverness–Wick–Thurso (4 Zugpaare)

### Caledonian Sleeper
In sechs Nächten in der Woche fährt zudem der Highland Caledonian Sleeper von Inverness über die HML, Perth und Stirling nach Edinburgh Waverley, wo er mit den anderen beiden Teilzügen aus Fort William und Aberdeen zusammengekoppelt und über die West Coast Main Line nach London Euston geführt wird. Zwischen Edinburgh und London bildet er mit 23 Wagen den längsten lokbespannten Zug Großbritanniens. Bis März 2015 war der Caledonian Sleeper von First betrieben worden, danach von Serco. Im Sommer 2023 hat Caledonian Sleeper Limited, eine Tochtergesellschaft des schottischen Staatsunternehmens Scottish Rail Holdings, den Betrieb übernommen.

### Virgin Trains East Coast
Virgin Trains East Coast betreibt einen mit einer High-Speed-Train-Komposition geführten InterCity, The Highland Chieftain genannt, einmal pro Tag zwischen Inverness und London Kings Cross via Edinburgh Waverley und die East Coast Main Line. Der dauerhafte Betrieb des Zugpaares ist jedoch unsicher, da im Zuge des Intercity Express Programme (IEP) als Nachfolger für die HST-Züge zunächst nur elektrisch betriebene Züge bestellen werden sollten und die Strecken nördlich Edinburghs nicht elektrifiziert sind. Eine Petition zur Beibehaltung des Highland Chieftain wurde eingereicht. Bei Übernahme des East-Coast-Franchises durch Virgin Trains im März 2015 wurde das Zugpaar beibehalten, auch sind inzwischen im IEP Züge mit bimodalem Antrieb (Diesel und elektrisch) vorgesehen.